# Apeadeiro de Monte dos Lobos

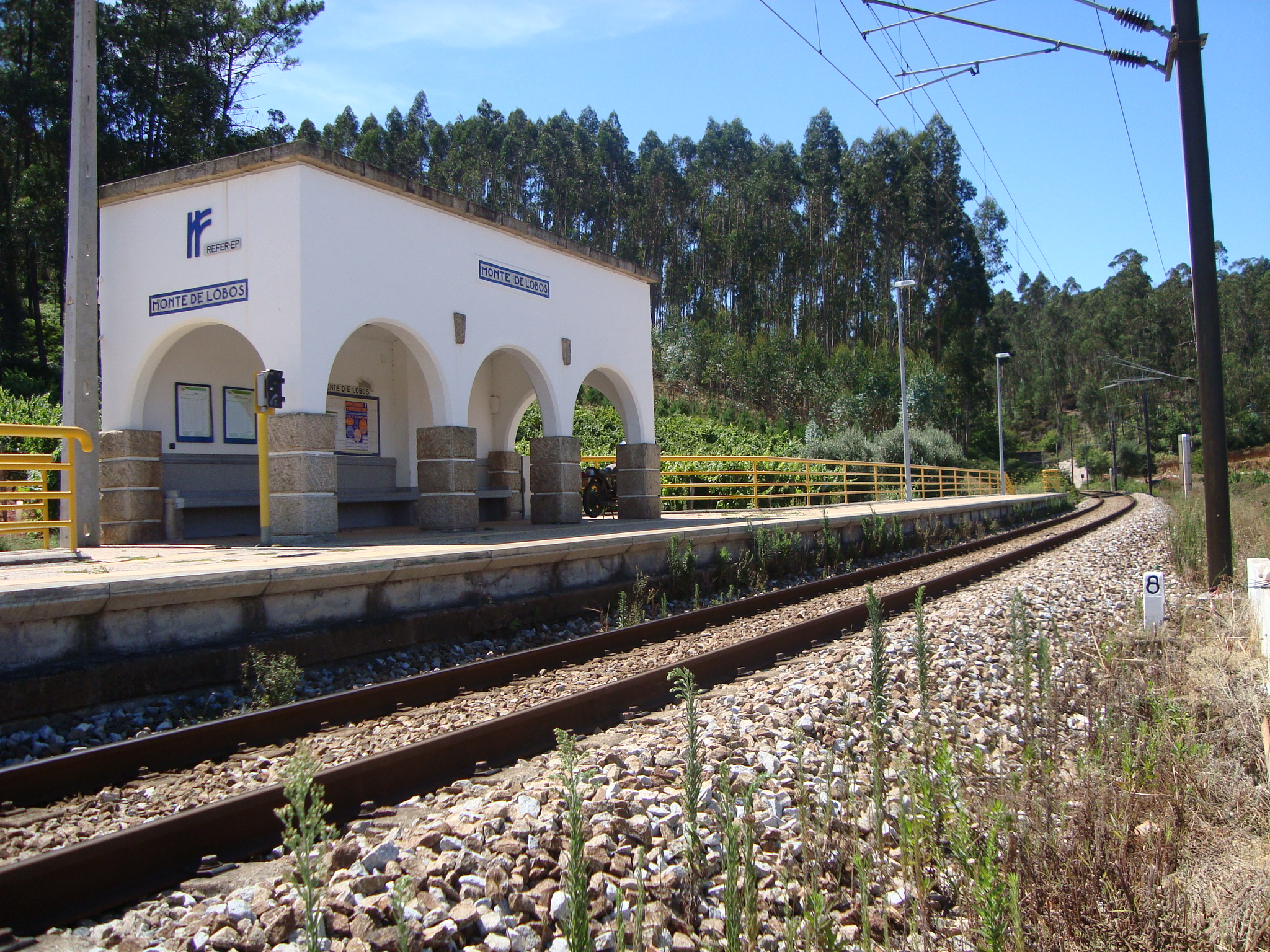
Apeadeiro de Monte de Lobos

O Apeadeiro de Monte dos Lobos é uma gare da Linha da Beira Alta, que serve nominalmente a localidade de Monte dos Lobos, na freguesia de Pala, no Distrito de Viseu, em Portugal.

## Descrição
O apeadeiro de Monte de Lobos tem acesso pela Rua Vale do Carvalho, entre Monte de Lobos e Vale de Remígio, no concelho de Mortágua. O abrigo de plataforma situa-se do lado sudoeste da via (lado direito do sentido ascendente, a Vilar Formoso).

## História
A Linha da Beira Alta foi inaugurada pela Companhia dos Caminhos de Ferro Portugueses da Beira Alta em 1 de Julho de 1883. Monte dos Lobos não constava entre as estações e apeadeiros existentes na linha à data de inauguração, porém, tendo este interface sido criado posteriormente.